# Чула-Віста (округ Камерон, Техас)
Чула-Віста (англ. Chula Vista) — переписна місцевість (CDP) в США, в окрузі Камерон штату Техас. Населення — 257 осіб (2020).

## Географія
Чула-Віста розташована за координатами 26°4′26″ пн. ш. 97°26′23″ зх. д. / 26.07389° пн. ш. 97.43972° зх. д. (26.073846, -97.439723).  За даними Бюро перепису населення США в 2010 році переписна місцевість мала площу 0,47 км², уся площа — суходіл.

## Демографія
Згідно з переписом 2010 року, у селищі мешкало 288 осіб у 66 домогосподарствах у складі 58 родин. Густота населення становила 608 осіб/км².  Було 74 помешкання (156/км²).
Расовий склад населення:
| - 99,0 % — білих |

До двох чи більше рас належало 0,3 %. Частка іспаномовних становила 97,2 % від усіх жителів.
За віковим діапазоном населення розподілялося таким чином: 42,4 % — особи молодші 18 років, 54,8 % — особи у віці 18—64 років, 2,8 % — особи у віці 65 років та старші. Медіана віку мешканця становила 21,1 року. На 100 осіб жіночої статі у селищі припадало 102,8 чоловіків;  на 100 жінок у віці від 18 років та старших — 102,4 чоловіків також старших 18 років.
Цивільне працевлаштоване населення становило 103 особи. Основні галузі зайнятості: сільське господарство, лісництво, риболовля — 31,1 %, транспорт — 23,3 %, мистецтво, розваги та відпочинок — 23,3 %.